# Höheberg (Krombach)

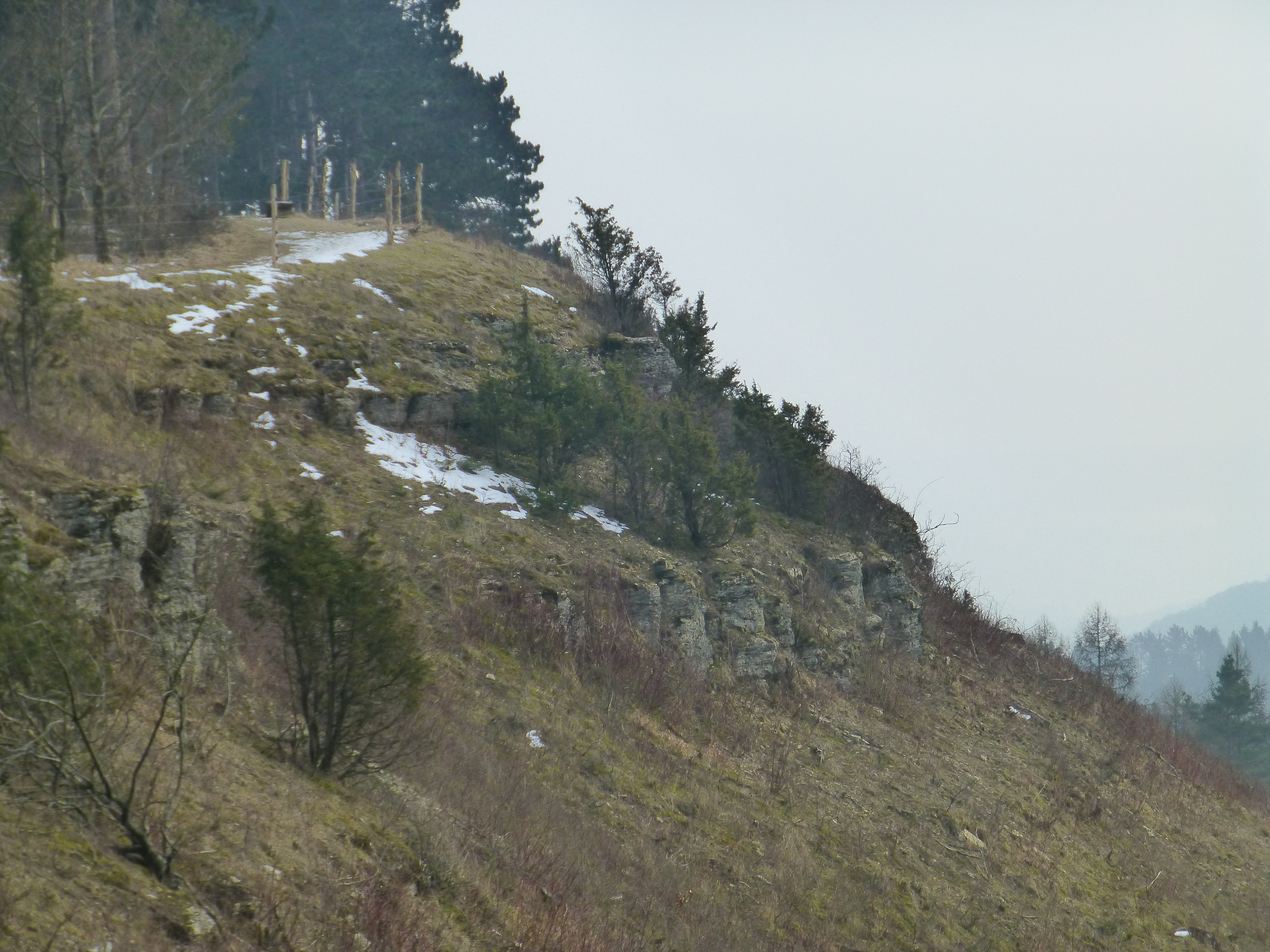
Felskomplexe am den Dieteröder Klippen

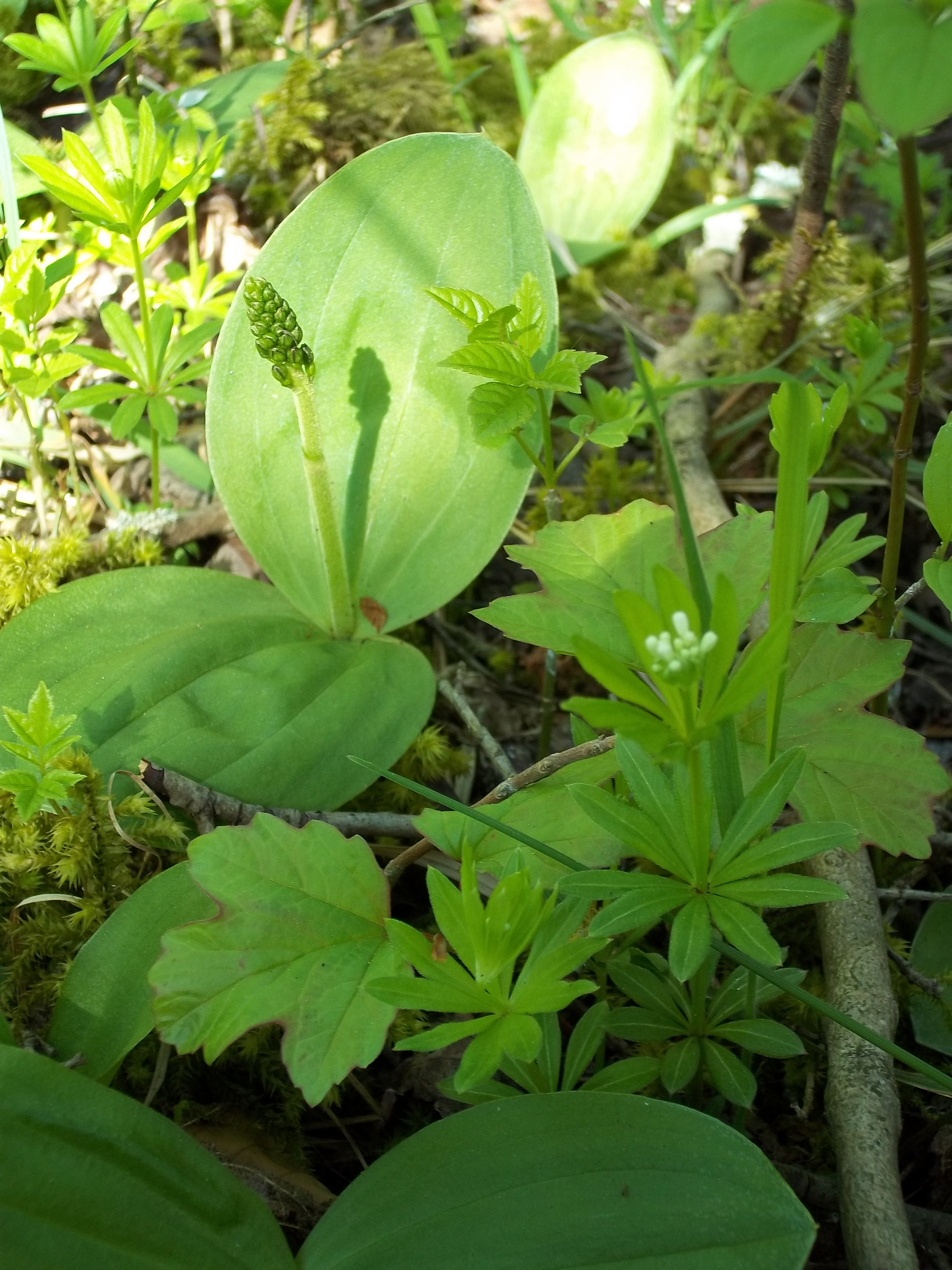
Großes-Zweiblatt oberhalb des Bahnhofes Dieterode

Der Höheberg, auch Hünenberg oder Auf dem Rohde genannt, ist ein 520,8 m ü. NHN hoher Berg des Obereichsfeldes bei Dieterode im thüringischen Landkreis Eichsfeld.

## Geographie

### Lage
Der Höheberg befindet sich im Naturpark Eichsfeld-Hainich-Werratal am Rand der Obereichsfelder Muschelkalkplatte in der Gemarkung der Gemeinden Krombach, Dieterode und Rüstungen. Sein Gipfel liegt 1,1 km östlich von Dieterode und 9 km südlich von Heilbad Heiligenstadt. Der Berg ist unmittelbar über die Landesstraße 2023 Kalteneber-Dieterode zu erreichen. Die ehemalige Bahnstrecke Heiligenstadt–Schwebda wurde vom Bahnhof Dieterode unterhalb des Höheberges über einen steilen Anstieg nach Fürstenhagen geführt.
Geologisch besteht der Höheberg aus den älteren Gesteinsschichten des Buntsandsteins und des Muschelkalks geprägt. Unmittelbar an der steil abfallenden Außenkante, der Schichtstufe des Unteren Muschelkalk, bildet der Wellenkalk die Dieterröder Klippen. Im Unterhangbereich sind die Schichten des Oberen Buntsandstein (Röt) vorhanden.

### Gewässer
Am Höheberg selbst befinden sich keine offenen Gewässer. Die Niederschläge und das Schmelzwasser versickern im porösen Muschelkalk oder sammeln sich in Gräben. Erst in den unteren Hangbereichen bilden sich kleinere Quellen und Bachläufe, die zur Werra (Nesselgraben, Krombach, Rode, Walse) und zur Leine (Dieteröder Graben) abfließen.

### Naturräumliche Zuordnung
Der Berg zählt nach der naturräumlichen Gliederung im Blatt Kassel zum Kalteneberer Stufenrandbereich (483.20) des Westlichen Obereichsfeldes (Nr. 483.2), einem Teil der Nordwestlichen Randplatte des Thüringer Beckens (Nr. 483). Die unmittelbar südwestlich angrenzende Eichenberg–Gotha–Saalfelder Störungszone trennt die Gobert in geologischer Hinsicht vom Hauptkamm des Oberen Eichsfeldes.
Entsprechend der innerthüringischen Gliederung (Die Naturräume Thüringens) wird er der Einheit Werrabergland-Hörselberge zugeordnet und nicht dem Gebiet Hainich–Dün–Hainleite.

## Natur
Der Berg ist von allen umliegenden Orten über Wanderwege erschlossen, unter anderem dem Naturparkweg Leine-Werra und dem Top-Wanderweg Dieteröder Klippen. Am südwestlichen Rand der Bergkuppe erstreckt sich eine mehrere hundert Meter lange Abbruchkante aus Muschelkalk, die sogenannten Dieteröder Klippen. Nach Osten und Norden schließt sich das überwiegend landwirtschaftlich genutzte Plateau der Obereichsfelder Höhe an. Die Steinsklippe oberhalb von Dieterode ist ein nordwestlicher Ausläufer des Höheberges. Vom Besucherzentrum „Alter Wasserturm“ der Naturparkverwaltung Eichsfeld-Hainich-Werratal in Fürstenhagen führt ein Naturlehrpfad bis zu den Dieteröder Klippen. Am südlichen Abhang des Höheberges bei krombach befindet sich ein stillgelegter Kalksteinbruch.
Die nach Süden geneigten Berghängen von der Steinsklippe bis zur benachbarten Erhebung des Hühneberges bilden das 87 Hektar umfassende FFH-Gebiet Dieteröder Klippen-Hühneberg. An den südexponierten Hanglagen mit Kalk-Halbtrockenrasen und Wacholderheiden sowie den Kiefernforsten und kleineren Buchenwäldern kann man seltene Tier- und Pflanzenarten, wie die Silberdistel, den Enzian und verschiedene Orchideen finden. Zur Erhaltung der seltenen Pflanzenwelt am Steilhang und einer Verminderung der Verbuschung erfolgt eine Beweidung der wertvollen Trocken- und Magerbiotope mit Ziegen.
Der Höheberg ist weiterhin Teil folgender Schutzgebiete:
- Naturpark Eichsfeld-Hainich-Werratal
- Landschaftsschutzgebiet „Obereichsfeld“
- Vogelschutzgebiet „Werrabergland südwestlich Uder“

## Aussicht
Vom Rand der Dieteröder Klippen hat man eine gute Aussicht über das Südeichsfeld mit dem Hülfensberg und der Gobert und das nordosthessische Bergland mit dem Ringgau, dem Hohen Meißner und dem Kaufunger Wald. Bei klarer Sicht kann man im Süden den westlichen Thüringer Wald mit dem Inselsberg und einzelne Kuppen der Rhön erkennen. Vom Plateau auf der Ostseite des Berges hat man Aussicht über die Höhen des Oberen Eichsfeldes bis zum Oberharz mit dem Brocken.

### Galerie

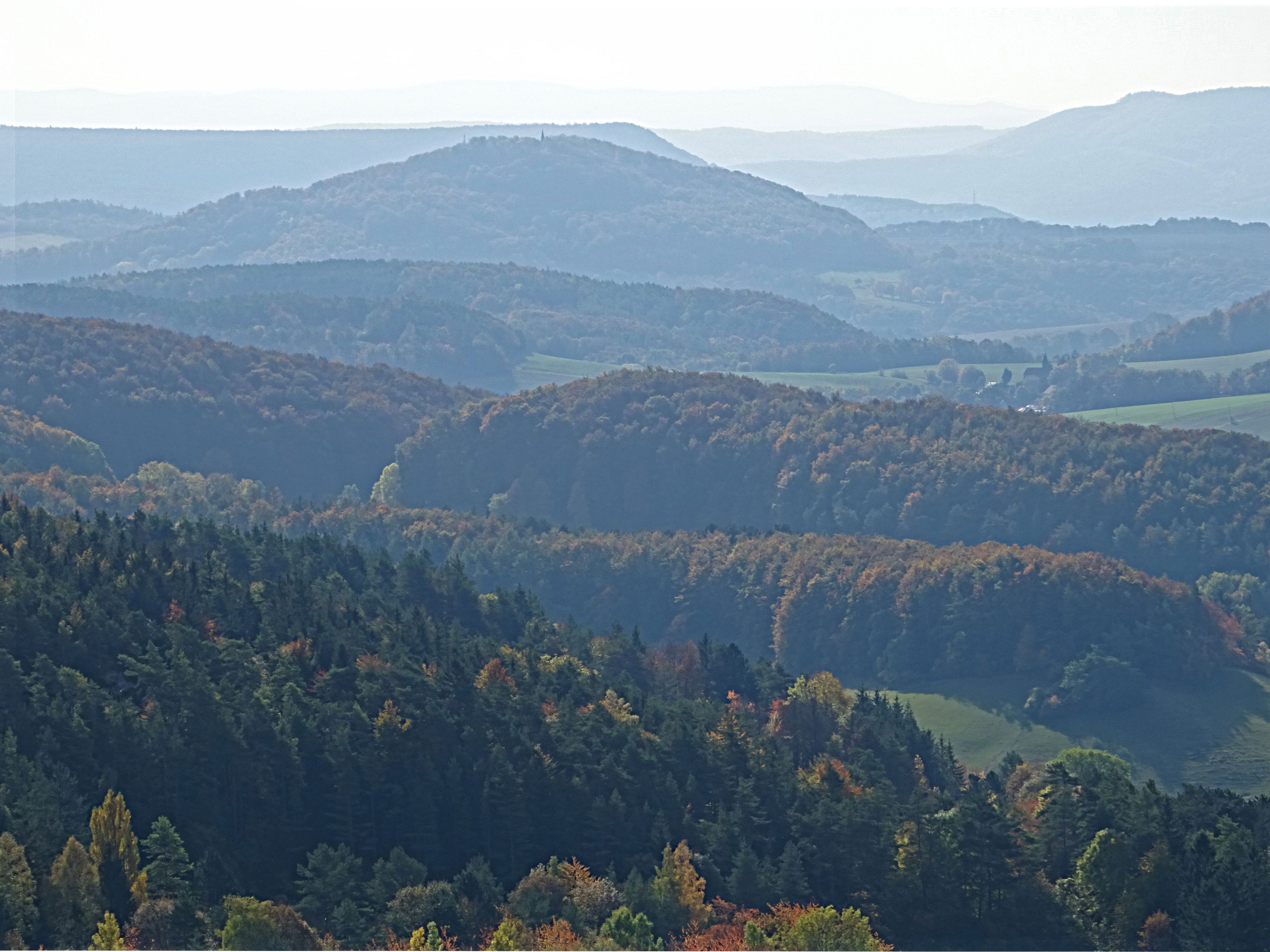
Blick zum Hülfensberg bei Geismar
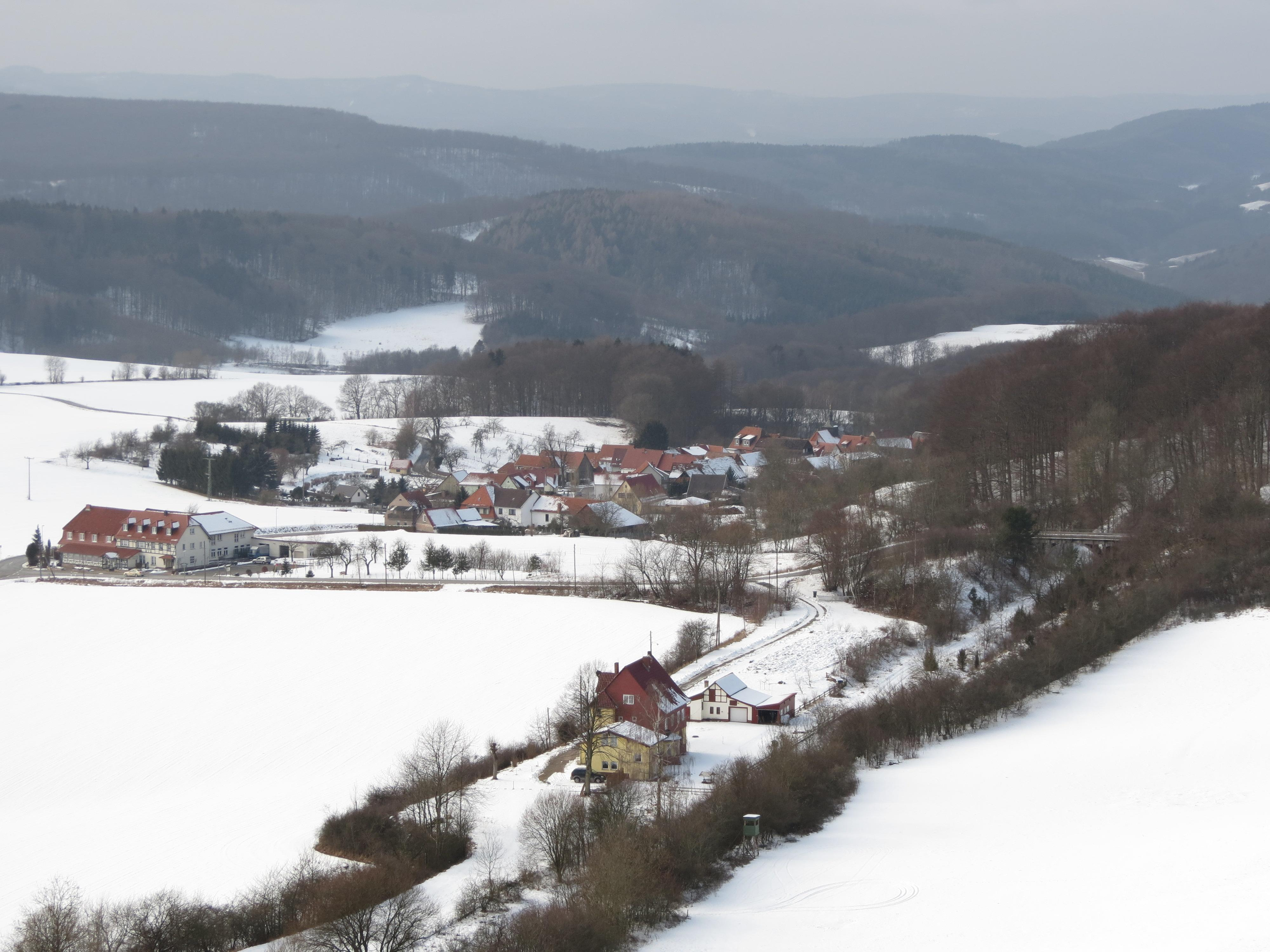
Winterliche Aussicht über Dieterode und das dahinter liegende Bergland
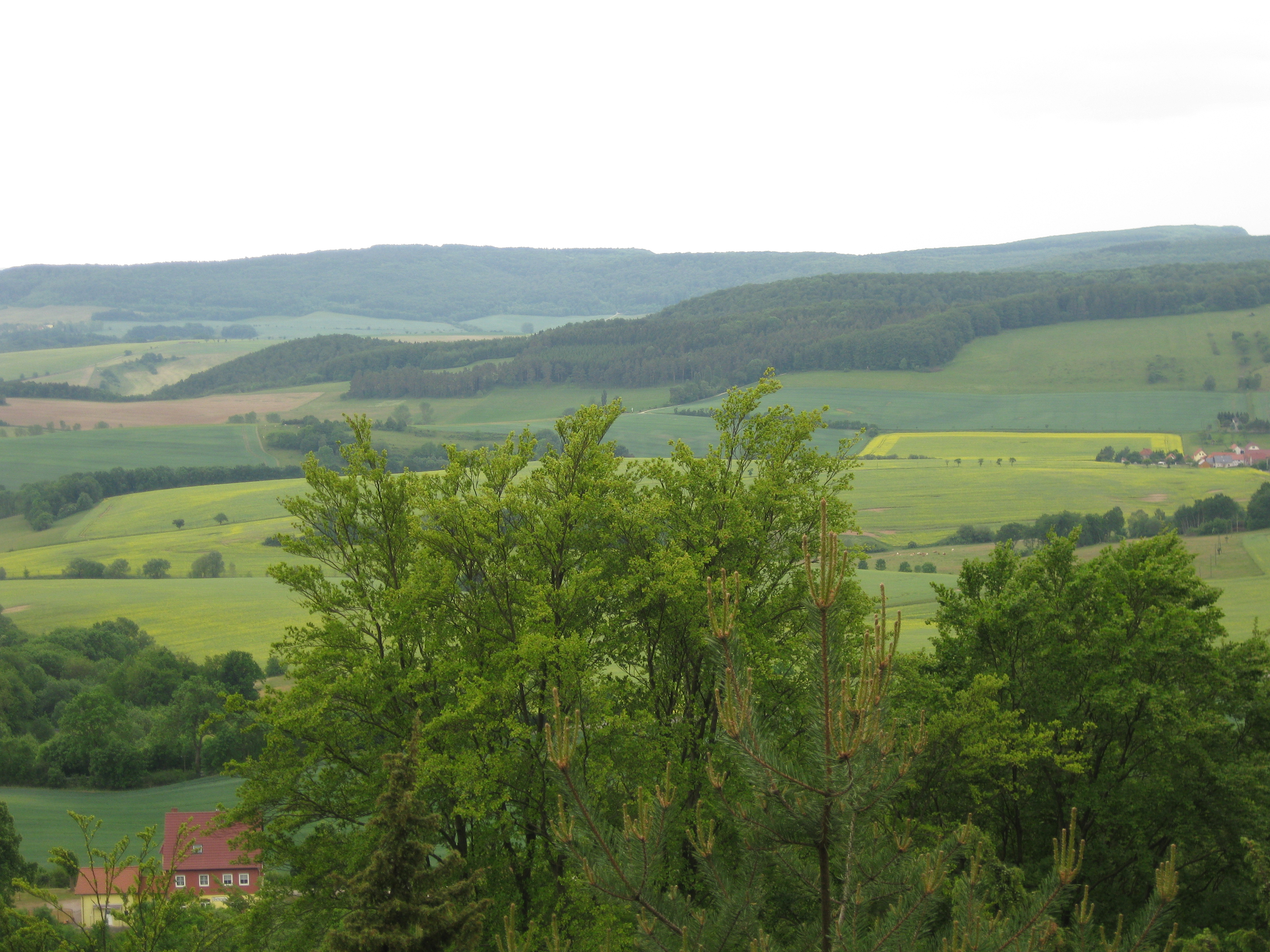
Blick zur Gobert
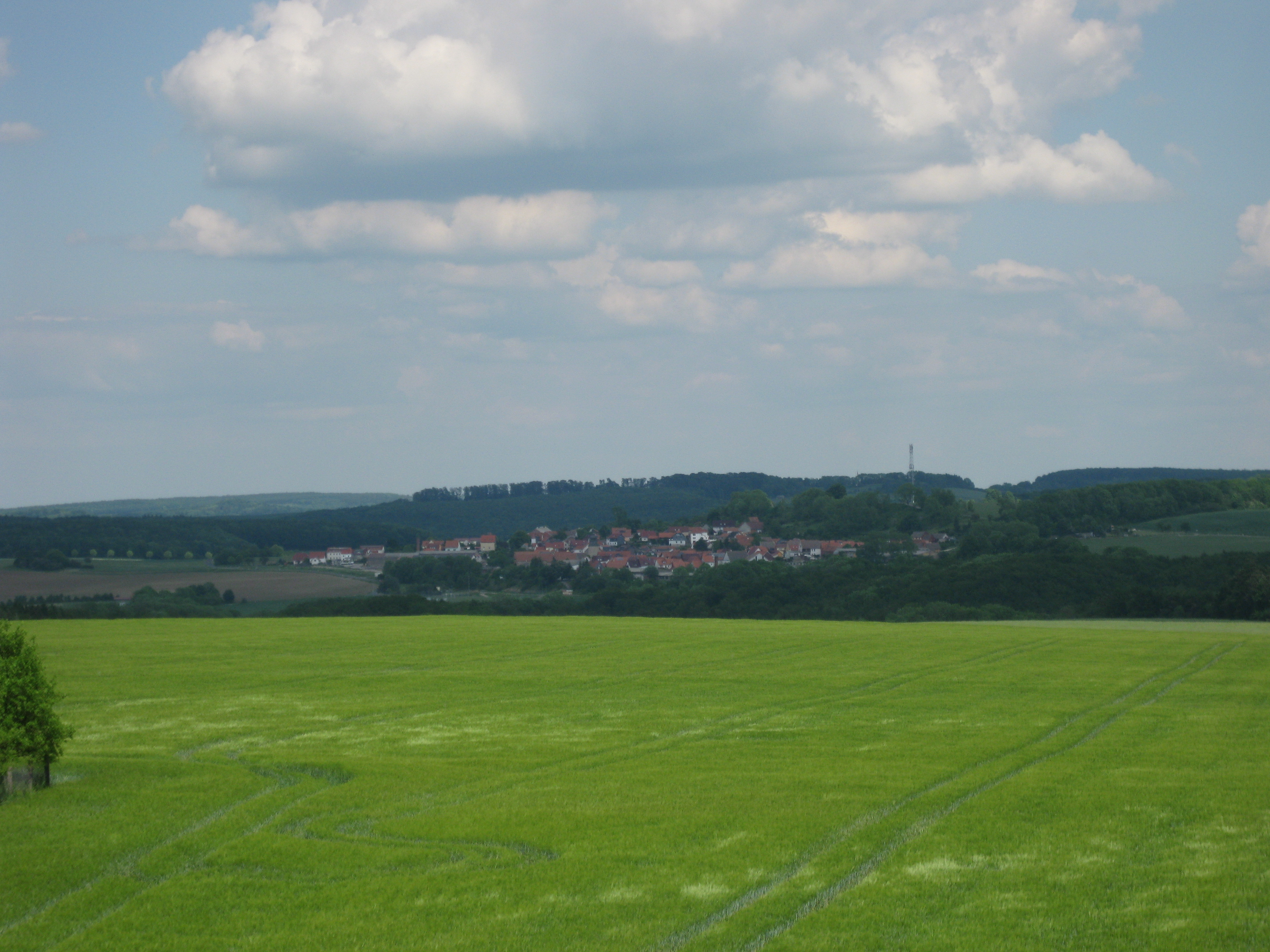
Blick nach Osten über Kalteneber bis zum Warteberg